# Lac Pivabiska
Lac Pivabiska är en sjö i Kanada.   Den ligger i Cochrane District och provinsen Ontario, i den sydöstra delen av landet, 800 km nordväst om huvudstaden Ottawa. Lac Pivabiska ligger 232 meter över havet.
I omgivningarna runt Lac Pivabiska växer i huvudsak blandskog. Runt Lac Pivabiska är det glesbefolkat, med 16 invånare per kvadratkilometer.